# アレクサンドル・メンディ
アレクサンドル・メンディ (Alexandre Mendy、1994年3月20日 - ) は、フランス・トゥーロン出身のサッカー選手。リーグ・ドゥ・SMカーン所属。ポジションはフォワード。

## 経歴

### クラブ
2014年、RCストラスブールに期限付き移籍。
2016年6月21日、EAギャンガンに移籍した。
2017年6月、FCジロンダン・ボルドーに4年契約で移籍したが、翌年にジミー・ブリアンとトレードの形でギャンガンに復帰した。

### 代表
2020年10月にギニアビサウ代表に召集された。同年11月15日のアフリカネイションズカップ2021予選、セネガル代表戦で代表初出場。